# Um Dia com Jerusa
Um Dia com Jerusa é um filme brasileiro de 2021, do gênero drama, dirigido e escrito por Viviane Ferreira. É uma adaptação do premiado curta-metragem homônimo e é protagonizado por Léa Garcia e Débora Marçal.

## Sinopse
Silvia (Débora Marçal) trabalha como pesquisadora de uma marca de sabão em pó com o público. Um dia, ao bater na porta de Jerusa (Léa Garcia), ela é surpreendida por respostas nada convencionais e a partir desse diálogo, Sílvia passa a enxergar a vida de uma maneira diferente. Jerusa compartilha suas experiências de vida com a pesquisadora, e as duas passam as compartilhar um sentimento comum de ancestralidade.

## Elenco
- Léa Garcia ... Jerusa Anunciação Mamede
- Débora Marçal ... Sílvia
- Antônio Pitanga ... Sebastião
- Kizzi Salkie ... Eguntim/ Avó de Jerusa (criança)
- Adriana Paixão ... Letícia
- Valdecir Nascimento ... Professor da vídeo aula
- Dirce Thomaz ... Curstódia
- Heliana Hemetério ... Apaixonada
- Majó Sesan ... Kléber
- Pitchou Luambo ... Luambo
- Rafael Garcia ... Kim
- Tássia Reis ... Rosana
- Flávia Rosa ... Regina
- Priscila Obaci ... Cláudia
- André Luís Patrício ... Lourival
- Kiluanji Cruz ... Ambrósio/ Avô de Jerusa
- Luciane Ramos ... Jerusa Anunciação Mamede (jovem)

## Lançamento
O filme percorreu por alguns festivais de cinema, como na Mostra de Cinema de Tiradentes, Mostra Internacional de Cinema de São Paulo e no Blackstar Film Festival. Fez sua estreia comercial diretamente na plataforma de streaming Netflix, em 26 de julho de 2021.

## Prêmios e indicações
African Movie Academy Awards
- Melhor Filme (indicado)[4]

Gary Black Film Festival
- Melhor Filme (venceu)[4]

CIndie Festival
- Melhor Filme (venceu)[1]

Mostra de Cinema de Caruaru
- Melhor Filme (venceu)[1]